# Hjalmar Söderberg
Hjalmar Emil Fredrik Söderberg (Stockholm, 2. srpnja 1869. – Kopenhagen, 14. listopada 1941.) bio je švedski pisac, pjesnik i novinar. 
Njegovi radovi obično sadrže melanholične i nesretno zaljubljene protagoniste, ali i opise suvremenog Stockholma. Söderberg je jako poštovan u svojoj domovini i ponekad se čak uspoređuje s August Strindbergom, narodnim pjesnikom. 
Söderberg se počeo baviti pisanom rječju kada se zaposlio u švedskim dnevnim novinama Svenska Dagbladet kada je imao samo 20 godina. Šest godina kasnije je izdao svoj prvi roman Förvillelser (Priviđanja) (1895.), napisan sa stajališta mladog kicoša koji besciljno luta metropolom, bezbrižno trošeći novac i ljubav. 
Kao nastavak njegovom izdanju Historietter (Anegdote) iz 1898., zbirka od dvadeset kratkih priča Martin Bircks Ungdom (Mladost Martina Bircka) je izdana 1901. godine. 
Mnogi smatraju da Söderbergovo najveće djelo je njegov roman Doktor Glas iz 1905.
U svojim kasnim godinama, Söderberg se okrenuo novinarstvu i teološkom studiju. Bio je žestoki protivnik nacizma i napisao je mnoštvo članaka na ovu temu u novinama Göteborgs Handels- och Sjöfartstidning. 
Umro je u Danskoj, a sahranjen je na groblju Vestre Kirkegård u Kopenhagenu.

## Vanjske poveznice
- Spleen:  Arhivirana inačica izvorne stranice od 13. kolovoza 2012. (Wayback Machine) kratka priča Hjalmara Söderberga
- ODoktoru Glas - Margaret Atwood

Knjige
- Hjalmar Söderberg na Projektu Runeberg.
- Hjalmar Söderberg na Internet Archive.
- Förvillelser na Projektu Gutenberg.
- Historietter na švedskom Wikisource.
- Kratke priče